# 최전설
최전설(1993년 4월 17일 ~ )은 대한민국의 가수, 작곡가다.

## 학력
- 동아대학교 산업디자인학과 학사

## 방송
- 트로트의 민족 (2020) - Top34
- 미스터트롯2 - 새로운 전설의 시작 (2022) - Top73

## 음반
- 트로트의 민족 2라운드/3라운드 베스트 (2020)
- 아트롯맨 (ARTROTMAN) (2021)
- 아리랑 블루스 (with. 최강석기시대) (2021)
- 헤드라이트 (HeadLight) (2022)
- The Legend Begins : 전설의 시작 (2022)

## 수상
- 제10회 함안처녀뱃사공 전국가요제 대상 (2017)
- 제18회 청소년트로트가요제 대상 (2016)